# Erich Segal
Erich Wolf Segal (n. 16 iunie 1937, New York City, New York, SUA – d. 17 ianuarie 2010, Londra, Regatul Unit) a fost un scriitor american. A fost fiu de rabin. A scris printre altele romanul de succes Love Story, o dramă romantică adaptată după scenariul filmului omonim, scris tot de el.